# Crime d'amour
Crime d'amour is een Franse film van Alain Corneau die werd uitgebracht in 2010.
Het gaat om de zestiende en laatste langspeelfilm van Alain Corneau die enkele dagen na het verschijnen van de film overleed aan longkanker. 

## Verhaal
Christine Rivière is een verschroeiend ambitieuze zakenvrouw die de leiding heeft over de Franse afdeling van een Amerikaanse multinational in Parijs. Ze is een ongenadige controlefreak die iedereen naar haar pijpen doet dansen. Ze wordt bijgestaan door de jongere Isabelle, een heel schrandere en ijverige werkster. Christine en Isabelle kunnen schijnbaar goed met elkaar opschieten. Isabelle bewondert erg haar overste en Christine betoont haar veel affectie. 
Christine draagt Isabelle op af te reizen naar Caïro in het gezelschap van advocaat Philippe Deschamp, een van haar minnaars. In Caïro moet Isabelle een nieuw project, haar idee, voorstellen. Ze oogst er heel wat succes mee. Ze beleeft er ook een hartstochtelijke nacht met Philippe. De Amerikaanse hoofdzetel is enthousiast over het project. Christine verzwijgt echter Isabelle's inbreng en gaat zo met Isabelle's pluimen lopen. Isabelle is echter niet zó naïef, ze heeft door dat Christine haar gebruikt om zelf promotie te maken.

## Rolverdeling
- Ludivine Sagnier: Isabelle Guérin
- Kristin Scott Thomas: Christine Rivière
- Patrick Mille: Philippe Deschamp
- Guillaume Marquet: Daniel, de medewerker van Isabelle
- Gérald Laroche: Gérard, de onderzoeker
- Julien Rochefort: de advocaat
- Olivier Rabourdin: de rechter
- Marie Guillard: Claudine, de zus van Isabelle
- Mike Powers: de Amerikaanse baas 1
- Matthew Gonder: de Amerikaanse baas 2
- Jean-Pierre Leclerc: de ondergeschikte van Gérard
- Stéphane Roquet: Fabien, een kaderlid
- Frédéric Venant: een kaderlid
- Stéphane Brel: de buur van Isabelle
- Marie-Bénédicte Roy: de cipierster
- Anne Girouard: de messenverkoopster
- Suzanne Renaud: de dochter van Claudine